# Nathan Ackerman
Nathan Ward Ackerman (né le 22 novembre 1908 en Bessarabie - mort le 12 juin 1971 à New York) est un psychiatre et psychothérapeute américain, pionnier de la thérapie familiale.
En 1933, Ackerman obtient son doctorat de médecine de l'Université Columbia, New York.
En 1957, il fonde la Family Mental Health Clinic et en 1960 le Family Institute. En 1962, il est le cofondateur avec Donald deAvila Jackson et Jay Haley de la revue Family Process. Il écrit et co-écrit de nombreux ouvrages sur sa spécialité.
Il meurt d'une crise cardiaque dans sa maison de campagne de Putnam Valley, dans l'état de New York. Il est enterré au cimetière de Westchester Hills de Hastings-on-Hudson.

## Publications
- (en) The Psychodynamics of Family Life, Basic Books, 1958
- (en) Exploring the base for family therapy: papers from the M. Robert Gomberg Memorial Conference, Family Service Association of America, 1961Écrit avec F.L. Beatman et S.N. Sherman. Conférence tenue le 2 et 3 juin 1960 à l'Academy of Medicine, New York, N.Y.
- (en) Treating the Troubled Family, Basic Books, 1966
- (en) Family process, Basic Books, 1970
- (en) Handbook of Psychiatry volume 7, Lap Lambert, 2019, 540 p.  (ISBN 978-620-0-31786-5)Écrit avec Javad Nurbakhsh et Hamideh Jahangiri.